# Брище (Крупський район)
Брище (біл. вёска Брышча) — село в складі Крупського району Мінської області, Білорусь. Село підпорядковане Хотюхівській сільській раді, розташоване в східній частині області.
Рішенням Мінської обласної ради депутатів від 30 жовтня 2009 року, щодо змін адміністративно-територіального устрою Мінської області, село Брище, уже колишньої Докудовської сільської ради, підпорядковане Хотюхівській сільській раді.